# American Bully
American Bully (em tradução livre: "valentão americano") é uma raça de cães de companhia originária dos Estados Unidos. Foi reconhecida oficialmente pelo United Kennel Club (UKC) em julho de 2013.
Há controvérsias em relação à quais raças participaram na formação do American Bully. Tem-se certeza apenas de que trata-se do resultado do cruzamento entre diversas raças do tipo molosso, e que possua pelo menos a participação das raças: American Staffordshire Terrier e Bulldog. Segundo o UKC, em sua primeira versão do padrão, a raça surgiu entre o final da década de 1980 e início de 1990 nos Estados Unidos, a partir do cruzamento entre cães das raças American Staffordshire Terrier, Olde English Bulldogge, Pit Bull, Buldogue inglês e Buldogue americano. Já o ABKC (American Bully Kennel Club) não descreve exatamente quais raças participaram de sua origem, porém deixa claro que este é fortemente ligado ao American Staffordshire Terrier. Porém,  especialistas e criadores, e até mesmo David Wilson, um pioneiro da raça, concordam que o Bully possuí em sua composição grande participação das raças do tipo bulldog, como o Buldogue inglês e o Buldogue americano, entre outros.
Considerando o histórico do Bully, é considerado incontestável o fato de que a genética da raça é composta majoritariamente pela combinação entre American Staffordshire Terrier e Buldogue
O XL Bully foi responsável por 10 das 19 mortes causadas por cães no Reino Unido no período entre 2021 e 2023 e, em dezembro de 2023, o Governo do Reino Unido adicionou a raça ao  Dangerous Dogs Act 1991. 

## Reconhecimento
No Brasil a raça é reconhecida e registrada principalmente pela CBKC, pela SOBRACI e ALKC.
Já no país de origem a raça foi reconhecida primeiramente por um clube próprio, o ABKC (American Bully Kennel Club) em 2004. E recentemente, em 15 de Julho de 2013, a raça foi reconhecida pelo UKC (United Kennel Club) e enquadrada no Grupo Cães de Companhia. Em 2015, a raça foi também reconhecida pela ADBA (American Dog Breeders Association), e em 2017 pelo NKC (National Kennel Club) dos Estados Unidos.

## História

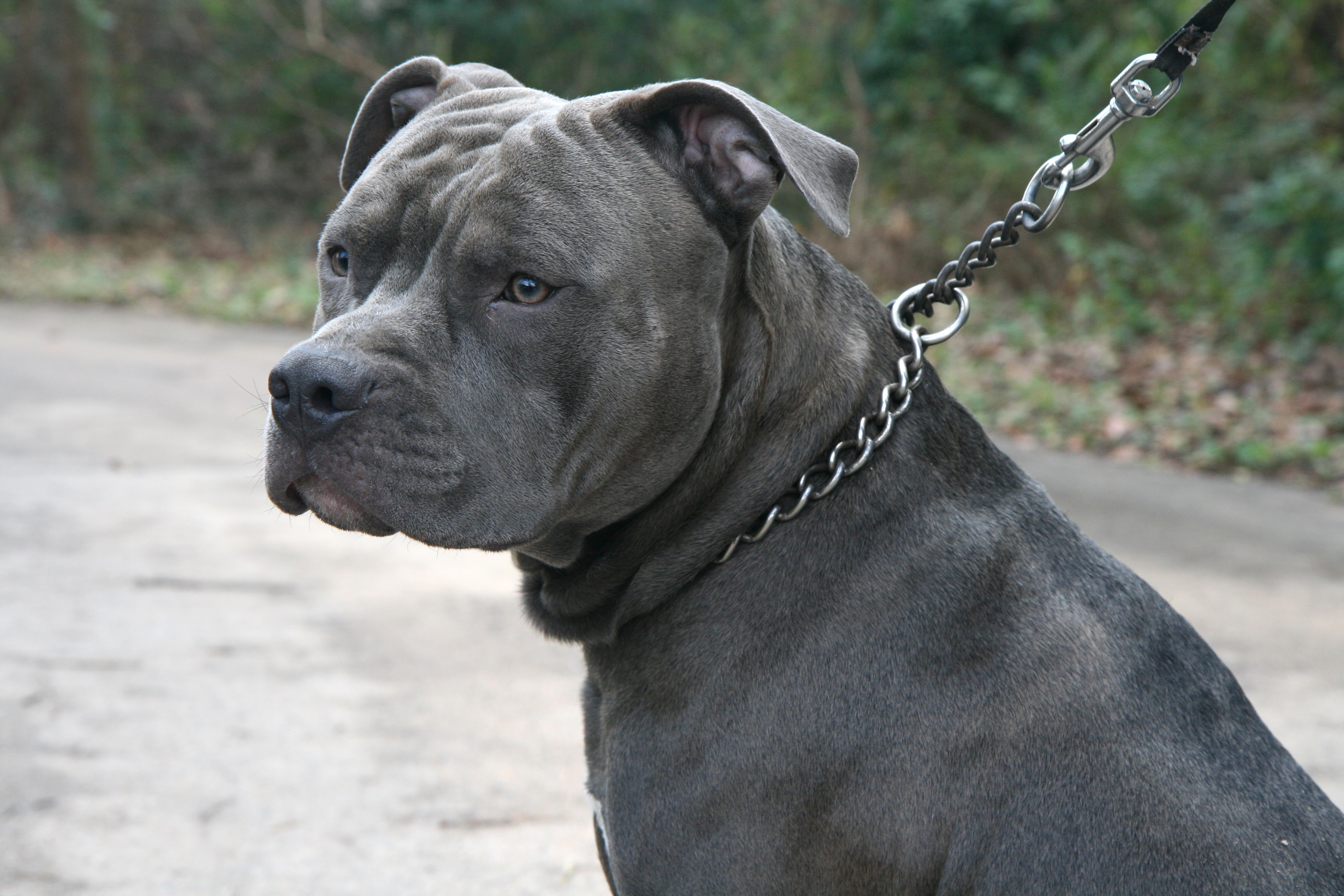
Amstaff(American Staffordshire) Blue nose

O American Bully como raça surgiu a partir do desejo de possuir um cão de companhia totalmente dócil, tanto com pessoas quanto com animais, mas que possuísse aparência forte e pesada com uma cabeça diferenciada. Na década de 1990, David Wilson, que antes era admirador de pit bulls, passou a interessar-se por cães da raça American staffordshire terrier (Amstaff) e nesta época iniciou sua criação de Amstaffs utilizando como base o cão Blue maxx, a cadela Silver Sadey of ML, o cão Throwin Knuckles, e o cão Jackson's Mr. Brooks — todos com diversos campeões do American Kennel Club em seus pedigrees — conseguindo desenvolver uma linhagem de cães robustos com cabeças volumosas, a qual ficou conhecida pelo nome do seu canil Razor Edge. Em meados da década de 1990 até início dos anos 2000, a linhagem chamou atenção pela coloração azul (Blue nose), e pelo físico robusto e compacto com cabeça grande. Por sua aparência intimidante logo estes cães receberam o apelido de "bully style"("estilo valentão"). Na mesma época surgiram outras duas linhagens semelhantes apresentando o mesmo conceito, e que tiveram igual importância para o American Bully: a linhagem Gotti (ou Gottiline), que teve como base o cão Notorious Juan Gotty que produziu mais de 900 filhos; e a linhagem Greyline, cuja base foi a cadela Tony's Showtime. O "movimento bully style" — que também ocorreu em outras raças como no Buldogue americano, e no OEB — tornou-se bastante popular, e surgiram diversas vertentes dentro do conceito, e que utilizando-se das linhagens citadas juntamente com a realização excessiva de acasalamentos consanguíneos e a inserção de raças do tipo bulldog, originaram cães com características físicas bastante exóticas e robustas. Com esta inserção de outras raças — com base em relatos críveis, suspeita-se da inserção de buldogue inglês, buldogue francês, buldogue americano, dogue de bordeaux (no XL), etc — a seleção morfológica enfim deu origem à raça American Bully e suas diversas variedades de porte, incluindo as variedades oficiais: standard, classic, pocket e XL (extra large); que diferem em tamanho e peso. Dentre essas variedades, apenas o "Standard" é reconhecido pelo United Kennel Club. Além destas, existem também as variedades não-oficiais.
Em 2003 fundou-se um clube próprio para registro da raça, o The Bully Kennel Club (BKC). E em 2004 foi fundado o American Bully Kennel Club (ABKC), conhecido atualmente como o maior clube da raça. Em 2013, o American Bully foi finalmente reconhecido pelo United Kennel Club, o segundo maior kennel clube americano de alcance internacional.

## Características

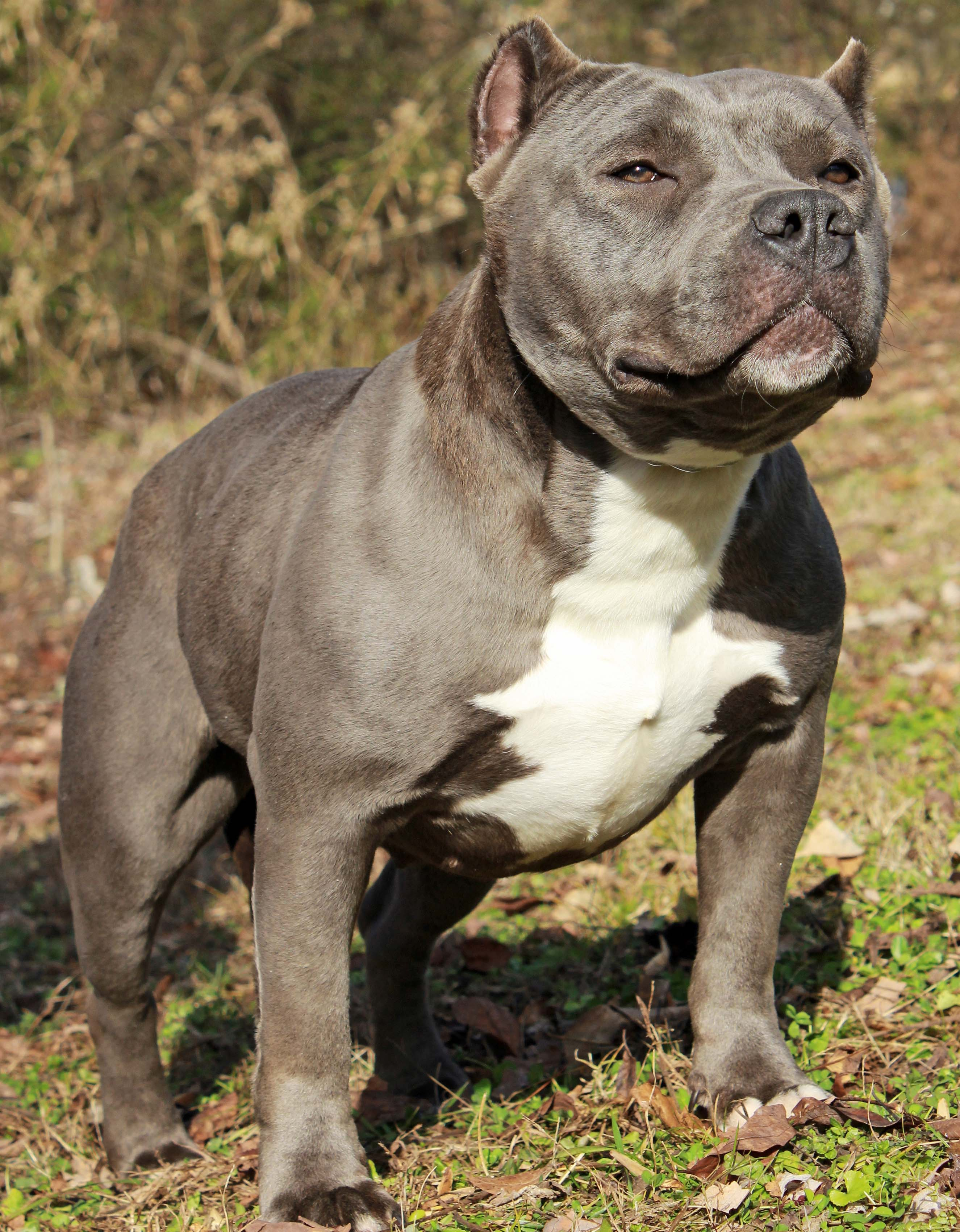
Fêmea American Bully, blue nose

O American Bully é um cão de baixa estatura, robusto e pesado. Com cabeça grande, peito largo e ossatura forte, se apresenta nas mais variadas cores e combinações de cores. A coloração mais comum da raça é o blue nose e o fulvo. De acordo com o padrão UKC, que reconhece apenas a variedade standard, o American Bully macho deve ter de 43 a 51 cm de altura na cernelha, e a fêmea entre 41 e 48 cm. O peso deve ser proporcional à altura. Já o ABKC(American Bully Kennel Club) registra quatro variedades de American Bully (standard, classic, pocket, e XL) que diferem em tamanho e peso.  É um cão especificamente de companhia, sendo assim, segundo os seus entusiastas,  totalmente dócil e companheiro, tanto com humanos, quanto com outros animais.
Costuma-se realizar a conchectomia (Corte de orelhas), que apesar de ser legalizada no país de origem da raça, a prática é proibida no Brasil pelo Conselho Federal de Medicina Veterinária desde 2008.

### Variedades

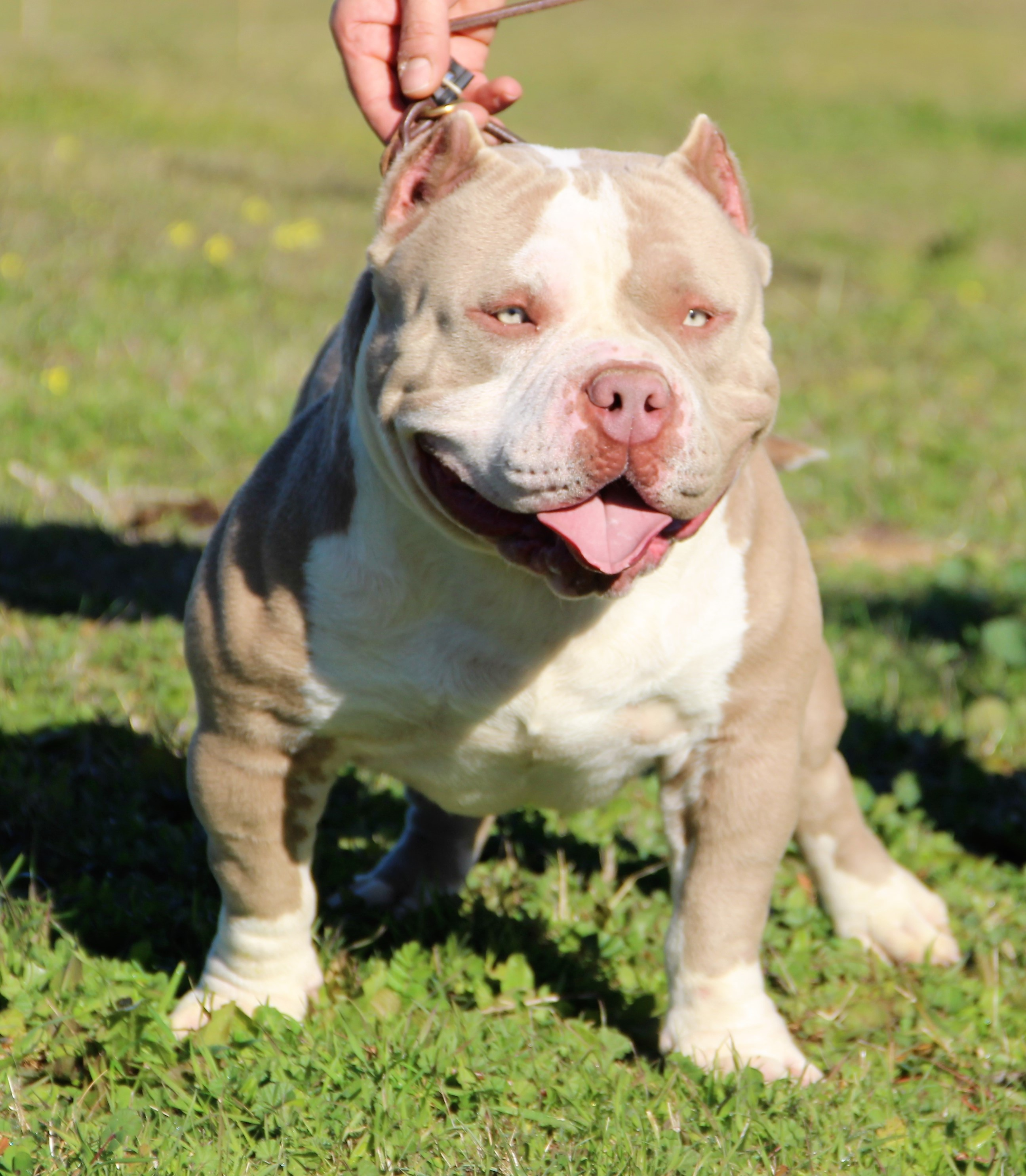
Cão American bully

O ABKC (American Bully Kennel Club) reconhece oficialmente quatro variedades de American Bully. As demais entidades cinófilas limitam-se a aceitar apenas as variedades standard e classic. O padrão morfológico imposto pelo clube ABKC é o mesmo para todas as variedades oficiais, o que muda é apenas o tamanho de cada variedade.

#### Variedades oficiais ABKC
- Pocket (em português: "de bolso"): a variedade Pocket é a menor dentre as quatro variedades oficiais e a mais popular. Os machos medem exatamente entre 36 e 43 cm na cernelha, enquanto que as fêmeas medem entre 33 e 40 cm.[14]
- Standard (em português: "padrão"): a variedade Standard é uma das mais homogêneas dentre as quatro e bastante correta em termos de conformação. De porte médio, a altura na cernelha dos machos varia entre 43 e 51 cm, e das fêmeas entre 40 e 48 cm.[9]
- Classic (em português: "clássico"): Os cães da variedade Classic são os que mais se assemelham ao "American bully primitivo", sendo que alguns exemplares até possuem grande similaridade ao American Staffordshire Terrier. Embora possuam a mesma estatura da variedade standard, seu físico é menos robusto.[15]
- XL (sigla para Extra Large, em português: "extra grande"): de grande porte, a variedade XL é a maior dentre as variedades oficiais. A altura dos machos varia exatamente entre 51 e 57 cm, e as fêmeas entre 48 e 54 cm na cernelha.[16]

#### Variedades não-oficiais
Dentre as variedades não-oficiais, as quais portanto não possuem padrão oficial, pode-se citar as variedades Extreme, XXL(Extra extra grande), etc.

#### CBKC[2]
Recentemente a CBKC passou reconhecer e registrar outras variedades de tamanho do american bully além da já conhecida variedade standard, tendo atualizado o padrão da raça em 2023 incluindo as seguintes variedades:
- Miniatura - Machos até 35 cm na cernelha; fêmeas até 33 cm.
- Pocket - Machos de 35,1 a 43 cm na cernelha; fêmeas de 33,1 a 40,5 cm.
- Standard - Machos de 43,1 a 51 cm na cernelha; fêmeas de 40,6 a 48 cm.
- Monster - Machos de 51,1 a 58,5 cm na cernelha; fêmeas de 48,1 a 56 cm.

## Temperamento e comportamento

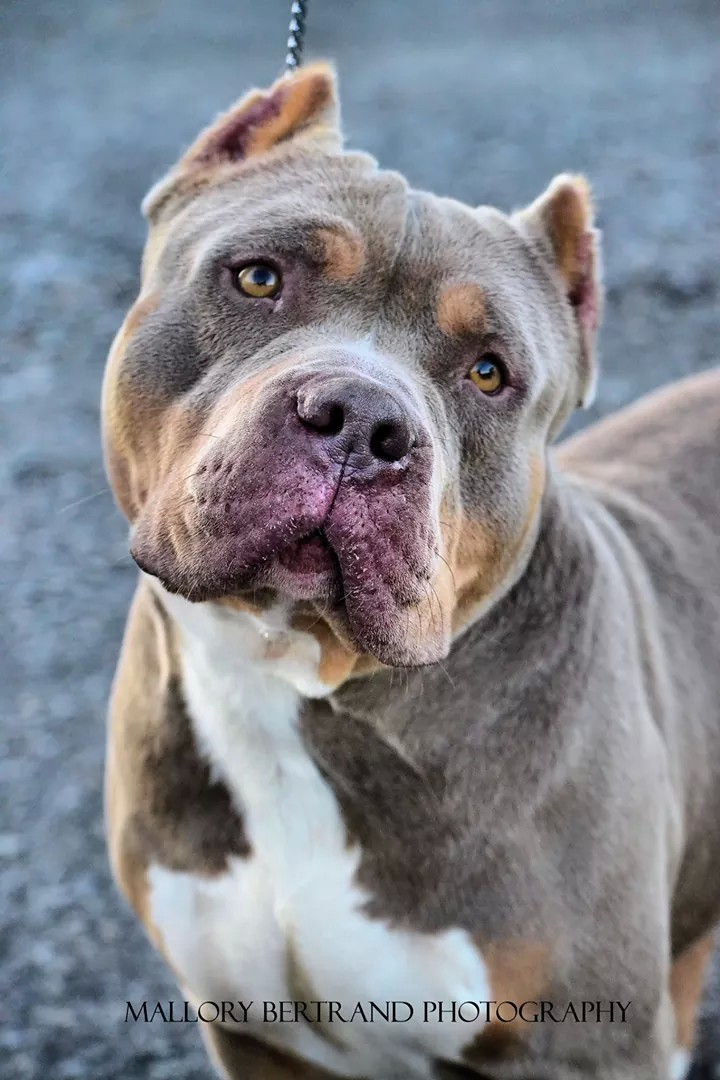
American Bully, cor tricolor lilás. Campeão da ABKC. Diamondbacks Purple Casanova.

Devido ao tamanho, força e nível de agressividade da raça, existem controles legais sobre a sua propriedade em vários países. O bully XL foi responsável por mais de 50% das mortes causadas por cães no Reino Unido no período entre 2021 e 2023. O governo britânico comprometeu-se a proibir a raça até o final de 2023. A raça American Bully foi legalmente proibida em Inglaterra e País de Gales a partir de 2024 por ser perpetradora de vários ataques fatais.

## Saúde
No geral, encontramos no American Bully um cão saudável e forte, embora os constantes cruzamentos entre parentes próximos tenham provocado o aparecimento de doenças hereditárias no American Bully. Têm uma leve tendência a desenvolver cataratas, displasia de quadril, problemas de coração, displasia de cotovelo, alergias, hipotireoidismo e surdez.

## American Bully X Pit Bull
Os american bullies constantemente são confundidos e até chamados erroneamente de "Pit Bull", uma raça diferente à qual não pertencem. O american bully é um descendente direto do American Staffordshire Terrier somado à raças do tipo bulldog. O american bully é uma raça nova e totalmente diferente de qualquer um dos seus ancestrais. É uma raça independente, reconhecida e registrada por kennel clubes de seu país de origem, bem como em países onde tornou-se uma raça popular.

## Na mídia
Um cão da raça American Bully, chamado Hulk, da variedade XXL, ficou conhecido na imprensa mundial por ser o maior "pit bull" Bully do mundo. "Hulk, o 'Pitbull' Bully gigante", como está sendo chamado, pesa quase 80 kg e impressiona por seu tamanho extremo.